# Нерозлучник
Нерозлучник (Agapornis) — рід птахів родини папугових.

## Зовнішній вигляд
Невеликі папужки, довжина тіла 10—17 см, крила 4 см, а хвоста 6 см, вага 40—60 г. Голова у них відносно велика. Забарвлення оперення в основному зелене, але окремі ділянки тіла, надхвістя, груди, голова, шия і горло можуть мати інше забарвлення — рожеве, червоне, синє, жовте та інших кольорів. Дзьоб товстий, дуже загнутий і сильний. Своїм дзьобом вони можуть нанести важкі поранення навіть людині. Забарвлення дзьоба у одних видів яскраво-червоне, в інших солом'яно-жовте. Хвіст короткий і закруглений, ноги теж короткі, але папужки дуже моторні, добре бігають по землі і відмінно лазять по деревах.

## Поширення
Мешкають в Африці і на Мадагаскарі.

## Спосіб життя
Селяться в тропічних і субтропічних лісах, є степові і гірські види. Ведуть суспільний спосіб життя. Дуже добре і стрімко літають. Ніч вони проводять на деревах. Іноді конфліктують з іншими зграями, коли прилетіли на вже зайняті дерева.

## Розмноження
Гніздяться в дуплах дерев, роблячи тільки підстилку в дуплі, іноді самки будують гнізда. Вони досить непогані будівельники. Матеріалом для будівництва служать травинки, гілочки різних дерев і шматочки кори. Переносять будівельний матеріал до місця будівництва по-різному: одні види в дзьобах, інші - засовуючи його під пера груди, попереку і пір'я, що криють крила.
У кладці буває від 4 до 8 яєць, які насиджує самка. Через 3—3,5 тижні з'являються пташенята, вилітають вони із гнізда через 42—56 днів, але батьки ще продовжують їх опікати і підгодовувати. У цей період самець і самка дуже ніжно ставляться один до одного, уважні й турботливі до пташенят.
Здавна цих папуг називали нерозлучниками, бо вважалося, що при загибелі одного птаха, інший незабаром гине від туги, але це не зовсім так. Після загибелі одного птаха, через деякий час, самець чи самка знайдуть собі партнера.

## Класифікація
Рід включає 9 видів:
- Нерозлучник ліберійський (Agapornis swindernianus)
- Нерозлучник червоноголовий (Agapornis lilianae)
- Нерозлучник масковий (Agapornis personatus)
- Нерозлучник гвінейський (Agapornis pullarius)
- Нерозлучник рожевощокий Agapornis roseicollis
- Нерозлучник сизий (Agapornis canus)
- Нерозлучник Фішера (Agapornis fischeri)
- Нерозлучник чорнокрилий (Agapornis taranta)
- Нерозлучник чорнощокий (Agapornis nigrigenis)

Викопні види
- † Agapornis atlanticus
- † Agapornis attenbouroughi
- † Agapornis longipes